# Автошлях Т 1620
Автошля́х Т 1620 — колишній автомобільний шлях територіального значення в Одеській області. Проходив територією Одеського району від перетину з E58 через Доброолександрівку — Великодолинське — Молодіжне. Загальна довжина — 30,5 км.

## Маршрут
Автошлях проходить через такі населені пункти:
| Автошлях Т 1620    |           |
| Одеська область    |           |
| Одеський район     |           |
|                    | E58М15    |
| Петродолинське     |           |
| Йосипівка          |           |
| Мар'янівка         |           |
| Новоградківка      |           |
| Доброолександрівка |           |
| Великодолинське    | Н33       |
| Молодіжне          | М27Т 1641 |